# Anatoli Fomenko
Pour l’article homonyme, voir Fomenko.
Anatoli Timofeïevitch Fomenko (en russe : Анатолий Тимофеевич Фоменко), né le 13 mars 1945 à Donetsk (Ukraine), est un mathématicien russe, professeur à l'université d'État de Moscou où il est titulaire de la chaire de géométrie différentielle et des applications de la Faculté de mécanique et mathématiques. Il est connu en France pour des écrits historiographiques proposant une vision alternative sinon révisionniste de l'Histoire, faisant la critique de la chronologie des dates classiques.

## Biographie
Anatoli Fomenko fait des études de mathématiques et obtient un doctorat à l'université d'État de Moscou en 1970. Il est membre de la section "Mathématiques" de l'Académie des sciences de Russie depuis 1994.

## Travaux mathématiques
Anatoli Fomenko est spécialisé sur les systèmes intégrables, les surfaces minimales, la géométrie et la topologie des groupes de Lie et des espaces homogènes.

## Théories historiques fantaisistes
À partir de 1980, Anatoli Fomenko écrit des essais de vulgarisation historique, centrés sur une « nouvelle chronologie », immédiatement classée comme pseudo-science par les historiens et les astronomes,,,,,,. Le mathématicien propose en effet de réviser radicalement les dates de l'Histoire mondiale, qu'il considère comme douteuses au moins jusqu'au XVIe siècle (c'est-à-dire l'époque de François Ier). Il se sert de données astronomiques pour reconstruire une "carte chronologique globale", en traitant de manière statistique les données historiques. Constatant la présence de "doublets" ou de répétitions, Fomenko affirme que la chronologie habituellement employée est quatre fois plus longue qu'elle ne devrait l'être.
« Anatoli Fomenko affirme que toutes les histoires anciennes de Grèce, Rome, Égypte, Chine ne sont en réalité que des réécritures tardives, effectuées à la Renaissance à partir du récit d'évènements survenus en réalité au Moyen Âge ». Selon Anatoli Fomenko, l'Histoire antique n'est qu'une invention des Jésuites aux XVIIe et XVIIIe siècles, qui auraient mal interprété les documents de référence : mêmes textes pour des périodes différentes, mêmes sujets mais auteurs différents et langues différentes, avec toutes les modifications que cela entraîne comme le nom des villes.
Selon le mathématicien, les croisades et la Guerre de Troie ne sont qu'un seul et même évènement. De même, le passé britannique est connu par des textes qui décrivent en réalité l'Empire byzantin : Anglia, devenu plus tard Albion, est une partie de l'Empire byzantin ; les Angels (Engels) est le nom d'une dynastie byzantine. Les Hittites seraient en vérité les Goths.
Selon Anatoli Fomenko, l'Histoire ne commence donc qu'au Xe siècle de notre ère ; ainsi, Jésus est-il mort en 1083 à Constantinople. En effet, dans la graphie du Moyen Âge, les dates sont écrites avec un i ou un j suivi d'un nombre : i235 ; j322. Les lettres i et j représentent le chiffre initial « 1 », mais Anatoli Fomenko considère qu'il ne faut pas les prendre en compte et s'en tenir aux seuls nombres, au risque de majorer la date de mille ans. Il explique ainsi pourquoi les Italiens disaient vivre au Quattrocento (littéralement, « Quatre cents ») et non au Mille quattrocento (mille quatre cents). Le calendrier de Fomenko commence en l'an 1000.
Enfin, le mathématicien affirme dans History: Fiction or Science que la datation au carbone 14 est invalide car calibrée sur la chronologie déjà acceptée. Selon lui, cette méthode de datation ne peut donc pas être utilisée pour la confirmer puisqu'elle en découle. Il conteste de même la dendrochronologie.
Les vues de Fomenko sont reprises par le zoologiste François de Sarre. Dans un livre intitulé Mais où est donc passé le Moyen Âge, l'auteur le qualifie de « récentiste » et dit que « Le plus connu d'entre eux est Anatoly Fomenko. Ce scientifique russe rejette la chronologie traditionnelle qu'il appelle "scaligérienne", par allusion à l'humaniste français Joseph Juste Scaliger. Fomenko le désigne comme l'un des plus grands responsables du système chronologique actuel qui sert de trame aux évènements historiques et aussi de référence temporelle aux trouvailles archéologiques. »

### Controverse et réception
Les écrits de vulgarisation historique d'Anatoli Fomenko suscitent peu de réaction des spécialistes en histoire et en archéologie, tant les méthodes et les hypothèses sont éloignées des pratiques usuelles. Ils recueillent en revanche l'intérêt d'un public proche du complotisme et du conspirationnisme. Les avis sont parfois tranchés : « Une théorie aussi fumeuse que dangereuse », dit ainsi en 2016 l'historien français Philippe Delorme.

## Distinctions
- Médaille de la Société mathématique de Moscou, 1974[1]
- Prix de mathématiques du Présidium de l'Académie des sciences de Russie, 1987[1]
- Prix d'État de la fédération de Russie, 1996[1]

## Publications
Recherches en mathématiques
- Boris Anatolievich Dubrovin, Anatoli T. Fomenko et Sergei Petrovitch Novikov, Géométrie contemporaine, méthodes et applications : Première partie, géométrie des surfaces, des groupes de transformations et des champs (manuel), Éditions de Moscou, 1982, 438 p.

- (en) Boris Anatolievich Dubrovin, Anatoli T. Fomenko et Sergei Petrovitch Novikov, Modern Geometry, Methods and Applications : Modern Geometry-Methods and Applications, Part I: The Geometry of Surfaces, Transformation Groups, and Fields (textbook), 1984 (DOI 10.1007/978-1-4684-9946-9, lire en ligne)

- (en) Boris Anatolievich Dubrovin, Anatoli T. Fomenko et Sergei Petrovitch Novikov, Modern Geometry, Methods and Applications : Part II, the Geometry and Topology of Manifolds (textbook), 1984 (DOI 10.1007/978-1-4612-1100-6, lire en ligne)

- (en) Boris Anatolievich Dubrovin, Anatoli T. Fomenko et Sergei Petrovitch Novikov (trad. Robert G. Burns), Modern Geometry, Methods and Applications : Part III: Introduction to Homology Theory (textbook), New York, Springer, 1990

- (en) Anatoli T. Fomenko, The Plateau Problem : Part I: Historical Survey, 1990, 220 p.
- (en) Anatoli T. Fomenko, The Plateau Problem : The Present State of the Theory, Part II, Gordon & Breach Science Publishers Ltd, 1990, 220 p. (ISBN 978-2881247019)
- (en) Mathematical Impressions, 1991
- (en) A Short Course in Differential Geometry and Topology, 2009
- (en) Algorithmic and Computer Methods for Three-Manifolds avec S. V. Matveev, 2010
- (en) Dynamical Systems VII: Integrable Systems. Nonholonomic Dynamical Systems d'A. T. Fomenko, V. Ya. Gershkovich, M. A. Olshanetsky et A. M. Perelomov, 2010
- (en) Integrable Geodesic Flows on Two-Dimensional Surfaces d'A. V. Bolsinov et A. T. Fomenko, 2012
- (en) Selected Problems in Differential Geometry and Topology avec Alexander S. Mishchenko et Yu P. Solovyev, 2013

Vulgarisation historique
- Fomenko A.T. «Some new empirico–statistical methods of dating and the analysis of present global chronology»,— London: The British Library, Department of printed books. Cup. 918/87, 1981.
- (en) A.T. Fomenko, V. V Kalashnikov et G. V. Nosovsky, Geometrical and Statistical Methods of Analysis of Star Configurations Dating Ptolemy's Almagest, Routledge, 1993, 388 p. (lire en ligne)
- A.T. Fomenko Empirico-Statistical Analysis of Narrative Material and its Applications to Historical Dating. Vol.1: The Development of the Statistical Tools. Vol.2: The Analysis of Ancient and Medieval Records. – Kluwer Academic Publishers. The Netherlands, 1994[14].
- A.T. Fomenko New Methods of Statistical Analysis of Historical Texts. Applications to Chronology. Antiquity in the Middle Ages. Greek and Bible History. Vols.1, 2, 3. – Edwin Mellen Press. USA. Lewiston. Queenston. Lampeter, 1999.
- Fomenko A.T. «Antiquity in the Middle Ages. Greek and Bible History»,— USA, Lewiston, Queenston, Lampeter: The Edwin Mellen Press, (Scholarly Monographs in the Russian Language), 1999.
- A.T. Fomenko et al.: History: Fiction or Science? Chronology 1, Introducing the problem. A criticism of the Scaligerian chronology. Dating methods as offered by mathematical statistics. Eclipses and zodiacs.  (ISBN 2-913621-07-4)
- A.T. Fomenko et al.: History: Fiction or Science? Chronology 2, The dynastic parallelism method. Rome. Troy. Greece. The Bible. Chronological shifts.  (ISBN 2-913621-06-6)
- A.T. Fomenko et al.: History: Fiction or Science? Chronology 3, Astronomical methods as applied to chronology. Ptolemy’s Almagest. Tycho Brahe. Copernicus. The Egyptian zodiacs.  (ISBN 2-913621-08-2)
- Nosovsky G.V., Fomenko А.Т. «Russia. Britain. Byzantium. Rome. History: Fiction or Science? Chronology vol. IV»,— Paris, London, New York: Mithec, Delamere Resources LLC, 2008, 727 pp.